# Сабадош, Бела (композитор)
Бела Сабадош (венг. Szabados Béla; 3 июня 1867, Пешт — 15 сентября 1936, Будапешт) — венгерский композитор и музыкальный педагог.
В 1881 году поступил в Королевскую Венгерскую академию музыки, ученик Ференца Эркеля, Роберта Фолькмана и Ганса фон Кёсслера.
Автор ряда опер, в том числе «Мария» (1905, вместе с Арпадом Сенди) и «Фанни» (поставлена 1927). Написал также симфонию, Маленькую венгерскую серенаду для камерного оркестра (1934), 4 струнных квартета, ряд других камерных и вокальных сочинений.
С 1893 года Сабадош преподавал в Музыкальной академии Ференца Листа фортепиано, затем вокал, с 1920 года — профессор. С 1927 года руководил Национальным музыкальным училищем.